# Аску (Лоаре)
Аску (фр. Ascoux) је насељено место у Француској у региону Центар, у департману Лоаре.
По подацима из 2011. године у општини је живело 943 становника, а густина насељености је износила 139,7 становника/km².

## Демографија
| 1962. | 1968. | 1975. | 1982. | 1990. | 2011. |
| ----- | ----- | ----- | ----- | ----- | ----- |
| 491   | 469   | 478   | 548   | 689   | 943   |